# Olympische Sommerspiele 1912/Leichtathletik – 110 m Hürden (Männer)

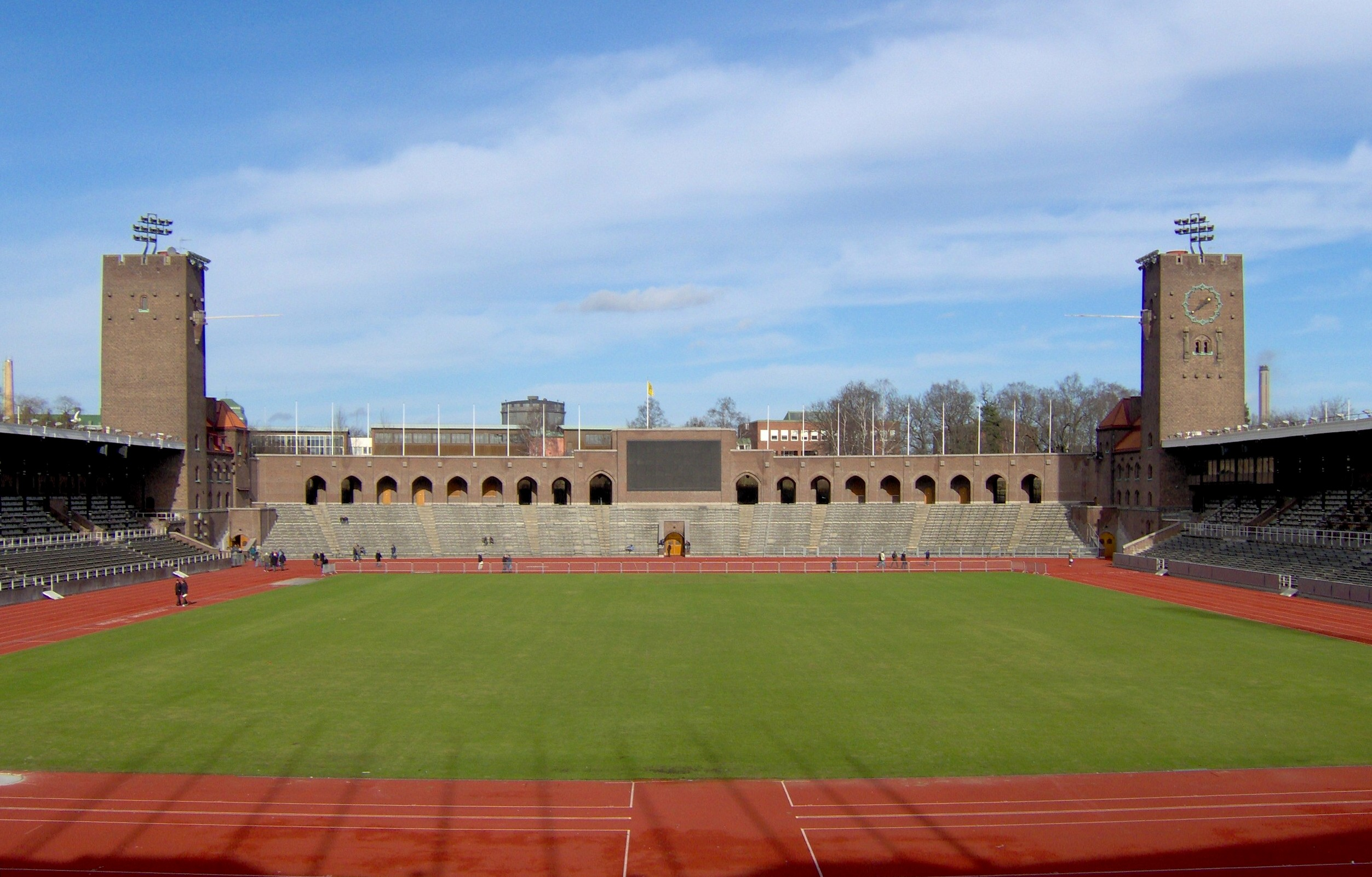
Das Stockholmer Olympiastadion

Der 110-Meter-Hürdenlauf der Männer bei den Olympischen Spielen 1912 in Stockholm wurde am 11. und 12. Juli 1912 im Stockholmer Olympiastadion ausgetragen. 22 Athleten nahmen daran teil.
Olympiasieger wurde der US-Amerikaner Fred Kelly vor seinen Landsleuten James Wendell und Martin Hawkins.
Einziger deutscher Teilnehmer war Hermann von Bönninghausen, der im Halbfinale ausschied. Österreicher und Schweizer waren nicht am Start.

## Bestehende Rekorde
Weltrekorde waren damals noch inoffiziell. Smithsons u. g Zeit von 1911 wurde nach der Gründung des Weltleichtathletikverbandes IAAF 1912 in die Bestenlisten aufgenommen und nachträglich als Weltrekord anerkannt.
| Weltrekord         | 15,0 s | Forrest Smithson ( Großbritannien) | Colombes, Frankreich | 16. November 1911 |
| Weltrekord         | 15,0 s | Forrest Smithson ( Großbritannien) | OS London 1908, GBR  | 25. Juli 1908     |
| Olympischer Rekord | 15,0 s | Forrest Smithson ( Großbritannien) | OS London 1908, GBR  | 25. Juli 1908     |

## Durchführung des Wettbewerbs
Am 11. Juli gab es elf Vorläufe. Die beiden jeweils besten Läufer jedes Durchganges – hellblau unterlegt – erreichten das Halbfinale, das am gleichen Tag durchgeführt wurde. In diesen sechs Halbfinalläufen konnte sich nur der jeweilige Sieger – ebenfalls hellblau unterlegt – für das Finale am 12. Juli qualifizieren.
Was die Organisatoren sich bei dieser Form der Abwicklung gedacht haben, ist heute nicht mehr nachvollziehbar. Die einzelnen Vorläufe waren bzgl. der Teilnehmerzahl völlig unterschiedlich besetzt. Zwei Rennen wurden mit drei Athleten ausgetragen, bei allen restlichen Läufen waren nur zwei Sportler am Start, die für ein Weiterkommen natürlich nur ins Ziel kommen mussten. Ein Vorlauf wurde sogar mit nur einem einzigen Hürdensprinter ausgetragen. Von den 22 angetretenen Athleten schieden nur zwei aus, für die allerdings ohne Weiteres in einem der späteren Halbfinals Platz gewesen wäre.

## Vorrunde
Datum: 11. Juli 1912
Die beiden jeweils besten Läufer jedes Durchganges – hellblau unterlegt – qualifizierten sich für die nächste Runde.

### Vorlauf 1
| Platz | Name            | Nation | Zeit   |
| ----- | --------------- | ------ | ------ |
| 1     | George Chisholm | USA    | 15,4 s |
| 2     | Károly Solymár  | Ungarn | 15,8 s |

### Vorlauf 2
| Platz | Name            | Nation         | Zeit   |
| ----- | --------------- | -------------- | ------ |
| 1     | John Eller      | USA            | 16,0 s |
| 2     | Gerard Anderson | Großbritannien | 18,6 s |

### Vorlauf 3
| Platz | Name           | Nation     | Zeit   |
| ----- | -------------- | ---------- | ------ |
| 1     | Martin Hawkins | USA        | 16,1 s |
| 2     | Géo André      | Frankreich | 18,6 s |

### Vorlauf 4
| Platz | Name              | Nation                  | Zeit   |
| ----- | ----------------- | ----------------------- | ------ |
| 1     | Ferdinand Bie     | Norwegen                | 16,2 s |
| 2     | Valdemar Wickholm | Großfürstentum Finnland | 16,6 s |

### Vorlauf 5
| Platz | Name        | Nation | Zeit   |
| ----- | ----------- | ------ | ------ |
| 1     | Pablo Eitel | Chile  | 17,2 s |

### Vorlauf 6
| Platz | Name             | Nation             | Zeit   |
| ----- | ---------------- | ------------------ | ------ |
| 1     | Marius Delaby    | Frankreich         | 16,0 s |
| 2     | Vaughn Blanchard | USA                | 16,0 s |
| 3     | Alfredo Pagani   | Königreich Italien | k. A.  |

### Vorlauf 7
| Platz | Name            | Nation         | Zeit   |
| ----- | --------------- | -------------- | ------ |
| 1     | Edwin Pritchard | USA            | 16,4 s |
| 2     | Henry Blakeney  | Großbritannien | 17,4 s |

### Vorlauf 8
| Platz | Name               | Nation             | Zeit   |
| ----- | ------------------ | ------------------ | ------ |
| 1     | John Nicholson     | USA                | 15,5 s |
| 2     | Daciano Colbachini | Königreich Italien | 16,1 s |

### Vorlauf 9

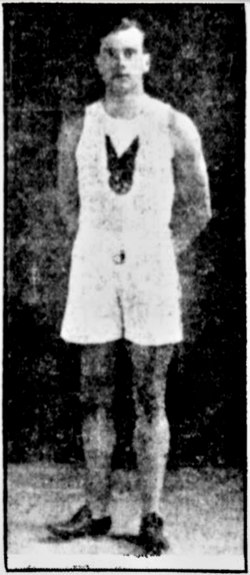
Frank Lukeman – ausgeschieden als Dritter des elften Vorlaufs

| Platz | Name       | Nation | Zeit   |
| ----- | ---------- | ------ | ------ |
| 1     | Fred Kelly | USA    | 16,4 s |

### Vorlauf 10
| Platz | Name                      | Nation          | Zeit   |
| ----- | ------------------------- | --------------- | ------ |
| 1     | John Case                 | USA             | 16,3 s |
| 2     | Hermann von Bönninghausen | Deutsches Reich | 17,0 s |

### Vorlauf 11
| Platz | Name           | Nation         | Zeit   |
| ----- | -------------- | -------------- | ------ |
| 1     | Kenneth Powell | Großbritannien | 15,6 s |
| 2     | James Wendell  | USA            | 15,7 s |
| 3     | Frank Lukeman  | Kanada         | k. A.  |

## Halbfinale
Datum: 11. Juli 1912
Nur die jeweiligen Laufsieger – hellblau unterlegt – qualifizierten sich für das Finale.

### Lauf 1

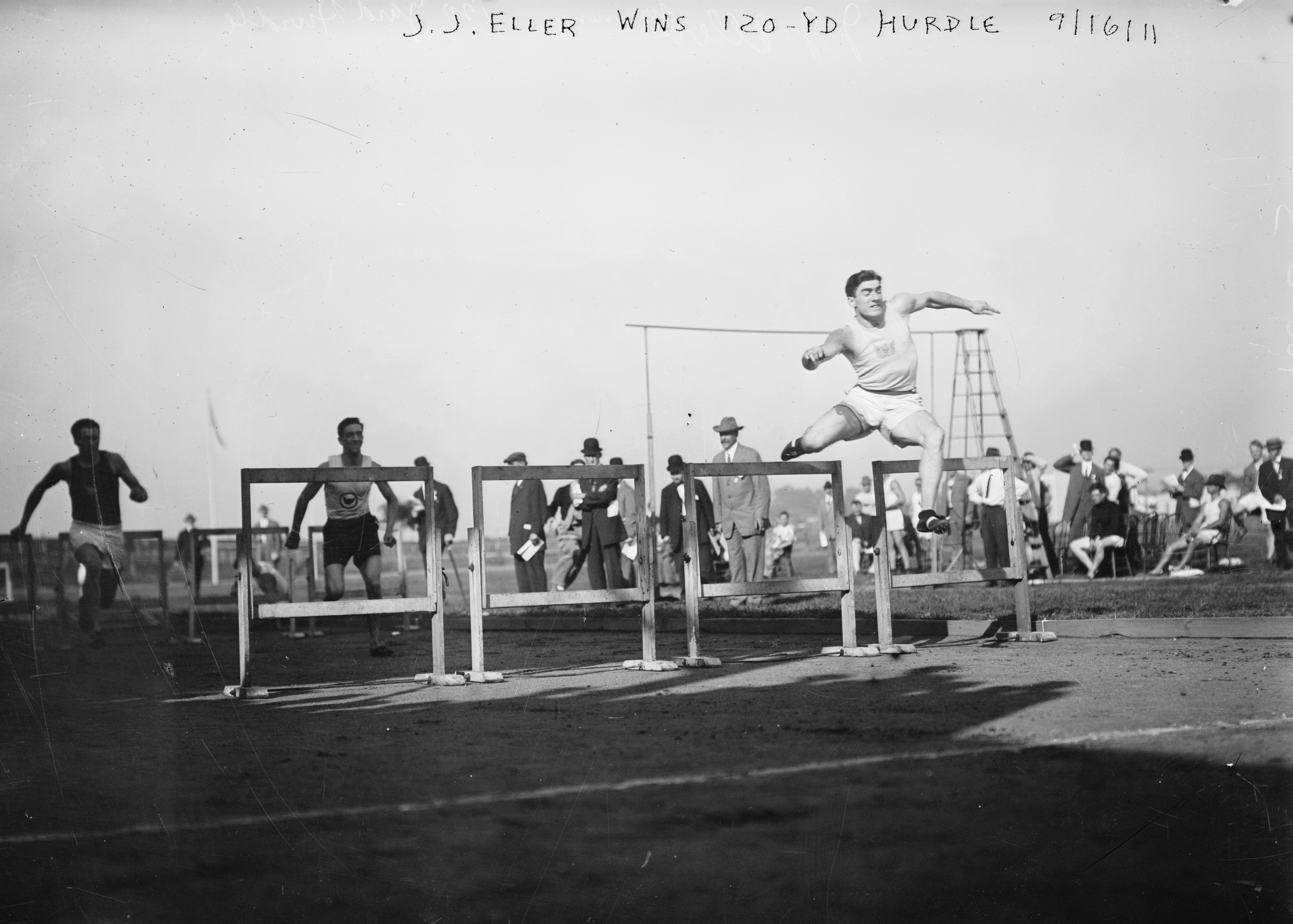
John Eller – ausgeschieden als Zweiter des ersten Halbfinals

| Platz | Name           | Nation         | Zeit   |
| ----- | -------------- | -------------- | ------ |
| 1     | Kenneth Powell | Großbritannien | 15,6 s |
| 2     | John Eller     | USA            | 15,7 s |
| 3     | Ferdinand Bie  | Norwegen       | 15,8 s |
| 4     | Pablo Eitel    | Chile          | k. A.  |

### Lauf 2
| Platz | Name               | Nation             | Zeit   |
| ----- | ------------------ | ------------------ | ------ |
| 1     | Martin Hawkins     | USA                | 15,7 s |
| 2     | Daciano Colbachini | Königreich Italien | 16,0 s |
| 3     | Marius Delaby      | Frankreich         | 16,2 s |
|       | Károly Solymár     | Ungarn             | DNF    |

### Lauf 3
| Platz | Name                      | Nation          | Zeit   |
| ----- | ------------------------- | --------------- | ------ |
| 1     | John Nicholson            | USA             | 15,4 s |
| 2     | Vaughn Blanchard          | USA             | 15,7 s |
| 3     | Hermann von Bönninghausen | Deutsches Reich | 16,0 s |

### Lauf 4
| Platz | Name            | Nation         | Zeit   |
| ----- | --------------- | -------------- | ------ |
| 1     | James Wendell   | USA            | 15,5 s |
| 2     | George Chisholm | USA            | 15,7 s |
|       | Gerard Anderson | Großbritannien | DNF    |

### Lauf 5

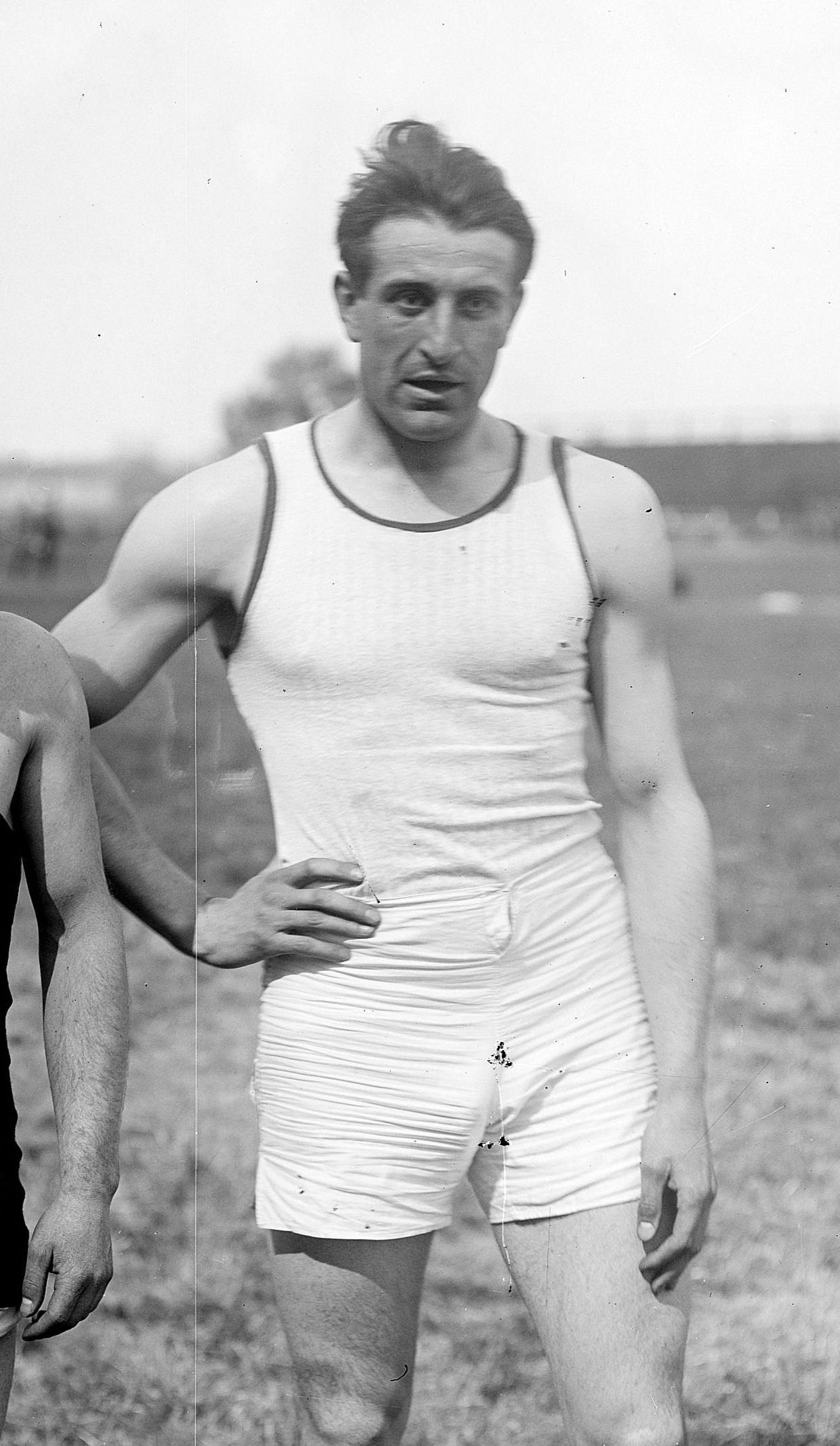
Géo André – ausgeschieden als Dritter des sechsten Halbfinals

| Platz | Name              | Nation                  | Zeit   |
| ----- | ----------------- | ----------------------- | ------ |
| 1     | Fred Kelly        | USA                     | 15,6 s |
| 2     | Valdemar Wickholm | Großfürstentum Finnland | 16,6 s |
| 3     | Henry Blakeney    | Großbritannien          | k. A.  |

### Lauf 6
| Platz | Name            | Nation     | Zeit   |
| ----- | --------------- | ---------- | ------ |
| 1     | John Case       | USA        | 15,6 s |
| 2     | Edwin Pritchard | USA        | 15,6 s |
| 3     | Géo André       | Frankreich | k. A.  |

## Finale
Datum: 12. Juli 1912
| Platz | Name           | Nation         | Zeit   |
| ----- | -------------- | -------------- | ------ |
| 1     | Fred Kelly     | USA            | 15,1 s |
| 2     | James Wendell  | USA            | 15,2 s |
| 3     | Martin Hawkins | USA            | 15,3 s |
| 4     | John Case      | USA            | 15,3 s |
| 5     | Kenneth Powell | Großbritannien | 15,5 s |
|       | John Nicholson | USA            | DNF    |

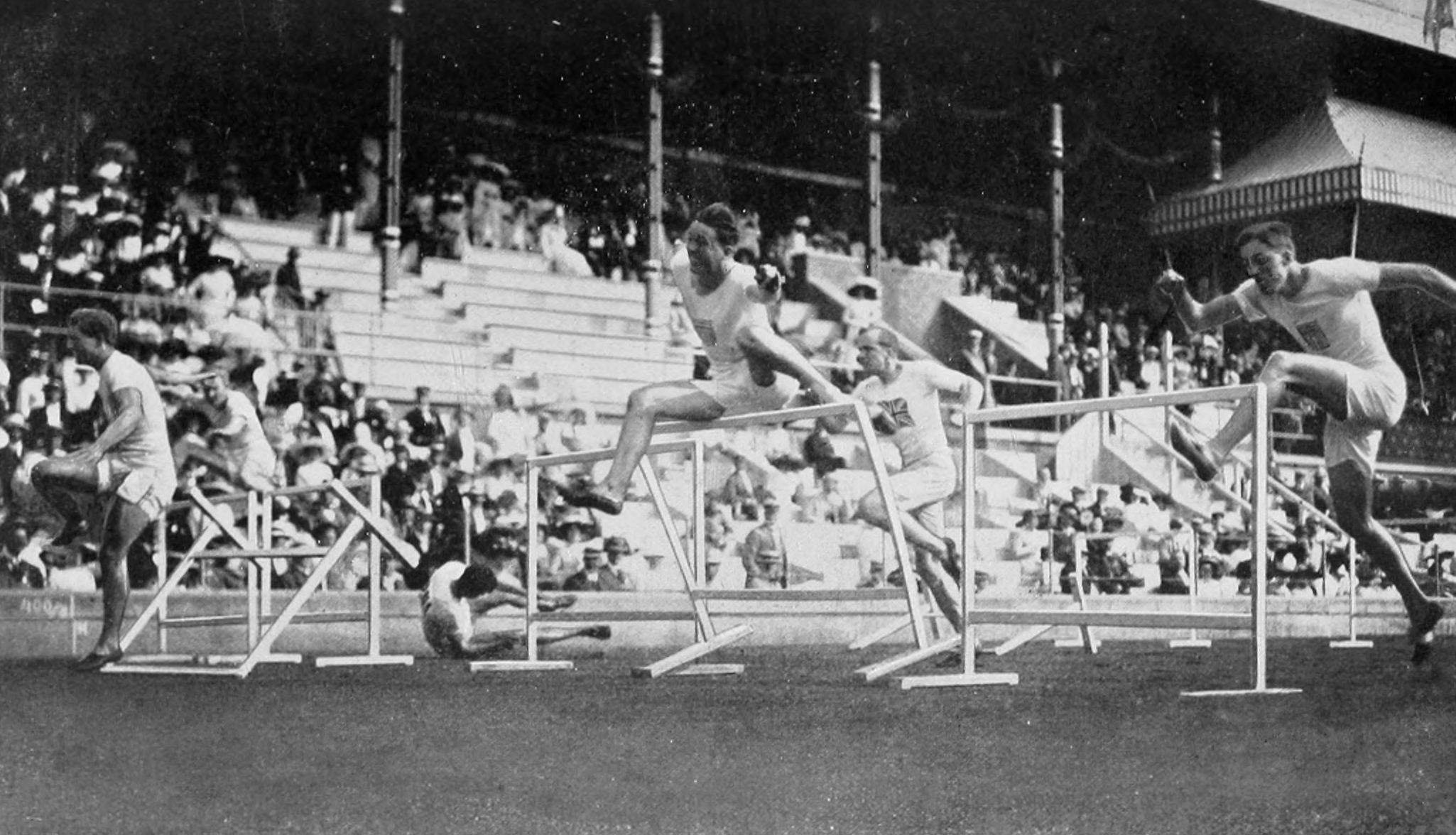
Szene aus dem Finale, im Hintergrund: John Nicholsons Sturz

Das Finale wurde von fünf US-Amerikanern und einem Briten bestritten.
John Nicholson und James Wendell führten bis zur Hälfte des Rennens, an der achten Hürde stürzte Nicholson. Fred Kelly ging an Wendell vorbei und gewann die Goldmedaille. Wie aus den Zeiten ersichtlich, waren die Abstände der Läufer im Ziel klein. Das Niveau war insgesamt hoch, Forrest Smithsons Weltrekord wurde nur um eine Zehntelsekunde verfehlt.
Es war der vierte Dreifacherfolg von US-Athleten in dieser Disziplin in Folge und der fünfte Olympiasieg eines US-Athleten im fünften olympischen Rennen. Von den bisher vierzehn Medaillen – 1896 hatte es nur zwei Teilnehmer gegeben – wurden dreizehn von Läufern aus den USA gewonnen.

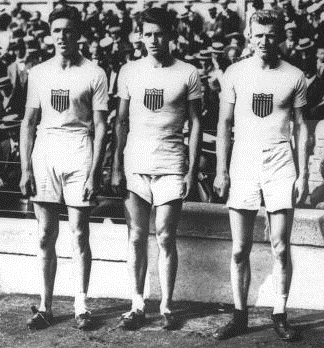
Die Medaillengewinner des 110-Meter-Hürdenlaufs (v. l. n. r.): Fred Kelly (Gold), James Wendell (Silber), Martin Hawkins (Bronze)
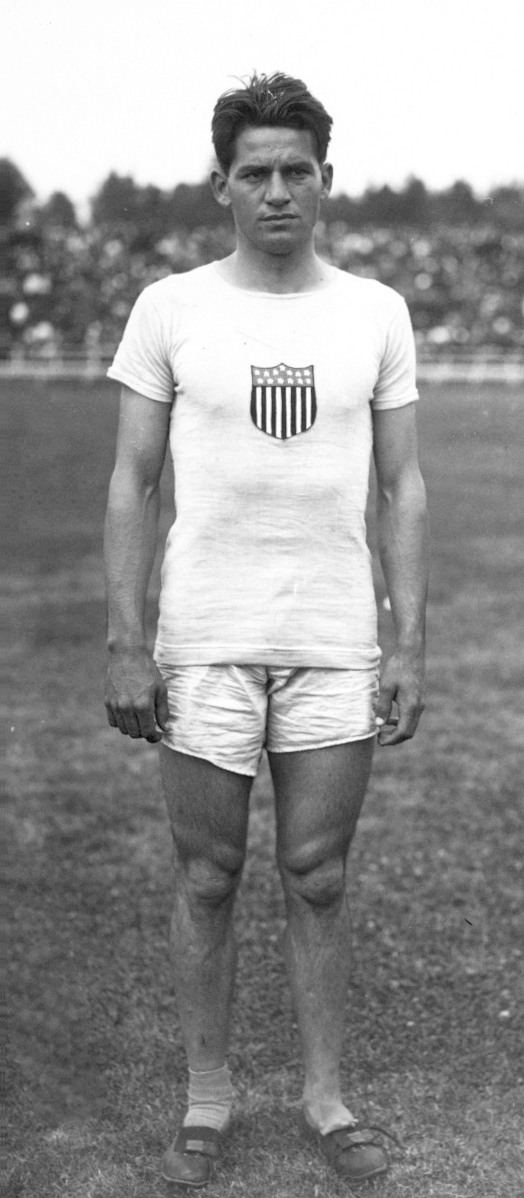
Olympiasieger Fred Kelly
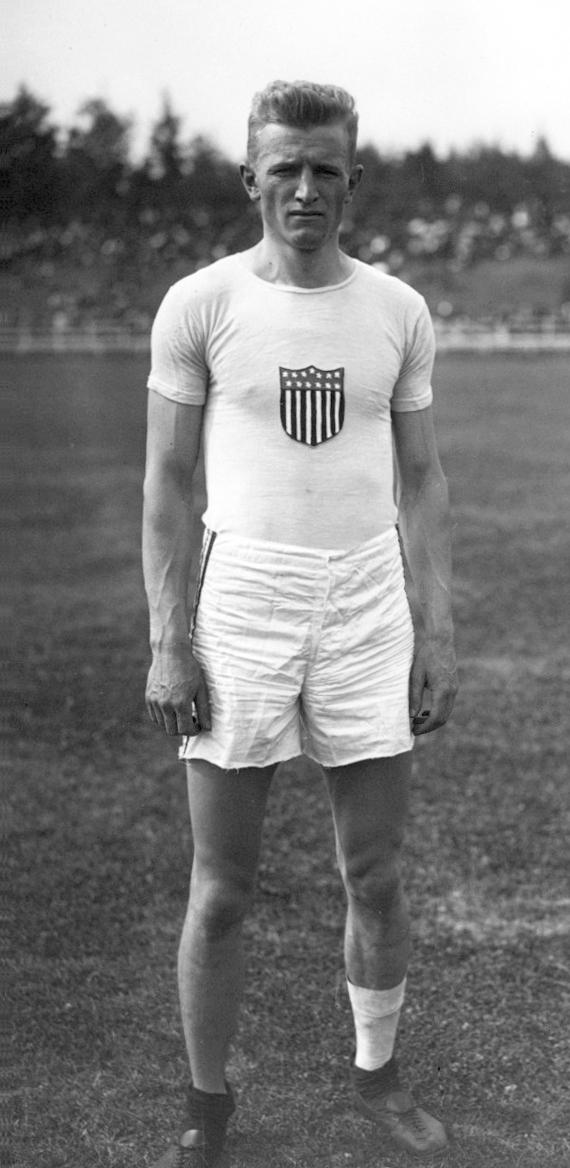
Bronzemedaillengewinner Martin Hawkins
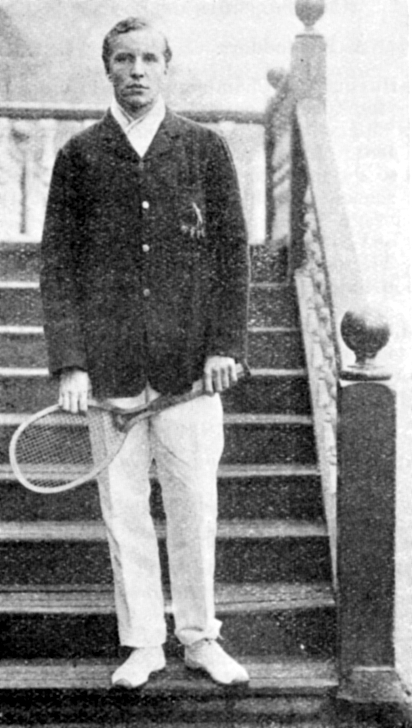
Der fünftplatzierte Kenneth Powell war Hürdenlaufer und Tennisspieler